# Дунлань
Дунла́нь (кит. упр. 东兰, пиньинь Dōnglán) — уезд городского округа Хэчи Гуанси-Чжуанского автономного района (КНР).

## История
Во времена империи Цин в 1730 году была создана Дунланьская область (东兰州). После Синьхайской революции в Китае была проведена реформа структуры административного деления, в ходе которой области были упразднены, и поэтому в 1912 году Дунланьская область была преобразована в уезд Дунлань.
После вхождения этих мест в состав КНР в конце 1949 года был образован Специальный район Цинъюань (庆远专区), и уезд вошёл в его состав. Уже в феврале 1950 года Специальный район Цинъюань был переименован в Специальный район Ишань (宜山专区), а в мае того же года уезд перешёл из Специального района Ишань в состав Специального района Байсэ (百色专区). В декабре 1952 года в провинции Гуанси был создан Гуйси-Чжуанский автономный район (桂西壮族自治区), и Специальный район Байсэ вошёл в его состав. В 1956 году Гуйси-Чжуанский автономный район был переименован в Гуйси-Чжуанский автономный округ (桂西僮族自治州). В 1958 году автономный округ был упразднён, а вся провинция Гуанси была преобразована в Гуанси-Чжуанский автономный район.
В 1965 году был образован Специальный район Хэчи (河池专区), и уезд перешёл в его состав.
В сентябре 1971 года Специальный район Хэчи был переименован в Округ Хэчи (河池地区).
Постановлением Госсовета КНР от 18 июня 2002 года Округ Хэчи был преобразован в городской округ Хэчи.

## Административное деление
Уезд делится на 5 посёлков, 8 волостей и 1 национальную волость.